# Ross Milne
Ross Milne (* 3. Oktober 1944 in Myrtleford; † 25. Januar 1964 in Innsbruck) war ein australischer Skirennläufer.
Milne wuchs als Sohn eines Farmers in Myrtleford auf. Im Alter von 15 Jahren startete er erstmals bei den australischen Skimeisterschaften. Als Mitglied der Skinationalmannschaft seines Landes nahm er 1964 an Trainingsläufen teil, die einige Tage vor der Eröffnung der Olympischen Winterspiele in Innsbruck stattfanden. Beim Befahren auf der Abfahrtspiste am Patscherkofel stürzte Milne und raste gegen einen Baum abseits der Piste. Dabei zog er sich so schwere Verletzungen zu, dass trotz sofortiger Überstellung in die Universitätsklinik Innsbruck nur mehr sein Tod festgestellt werden konnte. Bei der Obduktion wurde ein Riss der Aorta als Todesursache benannt.
Eine Untersuchung des Organisationskomitees kam zu dem Schluss, dass Milne während seines Laufs verkantet hatte und dadurch von der Piste abkam. Der australische Teammanager John Wagner machte mangelnde Absperrungen der Rennstrecke sowie eine schlechte Organisation des Training-Ablaufs für das Unglück verantwortlich. So soll Milne vor dem Sturz versucht haben, anderen Rennläufern auszuweichen, die sich an diesem vom Fahrer erst spät einsehbaren Steilstück zur Besichtigung auf der Strecke befanden.
Milnes jüngerer Bruder Malcolm Milne war ebenfalls ein erfolgreicher Skirennläufer.